# 美術学部
美術学部（びじゅつがくぶ）は、芸術のうち美術を専門的に学ぶ学部であり、芸術家の養成を目指す大学等に設置されている。

## 設置大学
- 愛知県立芸術大学
- 東京藝術大学美術学部
- 多摩美術大学
- 星槎道都大学
- 京都市立芸術大学
- 文星芸術大学
- 横浜美術大学
- 秋田公立美術大学